# Nik Bonitto
Nikolas Bonitto (Fort Lauderdale, Florida, 26 de septiembre de 1999) más conocido como Nik Bonitto, es un jugador profesional estadounidense de fútbol americano, de origen cubano. Se desempeña en la posición de linebacker en Denver Broncos, en la National Football League (NFL).

## Carrera
Fue seleccionado en la segunda ronda en la Reunión Anual de Selección de Jugadores de la NFL de 2022. Hizo su debut profesional con el equipo Denver Broncos, donde lleva jugando dos temporadas.